# Emil-Molt-Schule
Die Emil Molt Schule wurde 1952 als freie Tagesschule von Erika Birkner und Charlotte Beier in Berlin-Zehlendorf gegründet. Die Schule erhielt den Namen des Stifters der ersten Waldorfschule in Stuttgart Uhlandshöhe, Emil Molt. Die Schule besuchen Schüler der ersten bis dreizehnten Klasse. Zur Schule gehört ein Hort. Seit 2004 ist der Emil Molt Schule ein Waldorfkindergarten angegliedert.

## Schule
Die Emil Molt Schule besteht aus 12 Klassen mit jeweils 25 bis 35 Schülern, die von ca. 60 Lehrern und Mitarbeitern unterrichtet und betreut werden. Hinzu kommt ein Hort für die Klassen 0 bis 6 mit ca. 70 Plätzen.
An der Schule bestehen Arbeitsgemeinschaften für Schüler, Eltern und Lehrer. Dazu gehören die Zirkus-AG Molto Vitale sowie ein Lesekreis.
In der Oberstufe werden ein Landwirtschaftspraktikum in der 9. Klasse, eine Feldmessfahrt in der 10. Klasse, eine Astronomiefahrt in der 11. Klasse, ein dreiwöchiges Industriepraktikum in der 11. Klasse,  die Kunstfahrt in der 12. Klasse und ein dreiwöchiges  Sozialpraktikum in der 12. Klasse durchgeführt.
Etwa zur Mitte des zehnten Schuljahres findet mit jedem Schüler und dessen Eltern ein Gespräch statt, in dem anhand des Leistungsstandes und der Arbeitshaltung auf die folgenden Schuljahre geschaut wird. In diesem Zusammenhang erhalten die Schüler die Gelegenheit, sich selbst einzuschätzen.
Parallel zu den verbalen Beurteilungen bekommen die Schüler ab der 10. Klasse auch ihren Leistungsstand in Form von Noten mitgeteilt. Unter der Voraussetzung der hierfür erforderlichen Ergebnisse kann ein Notenzeugnis der 10. bzw. 11. Klasse als Hauptschulabschluss oder Realschulabschluss anerkannt werden.
Nach der 12. Klasse haben die Schüler die Möglichkeit, die Abiturklasse an der nahegelegenen Rudolf-Steiner-Schule zu besuchen und dort die allgemeine Hochschulreife zu erwerben.
Die Emil Molt Schule hat zum Schuljahr 2008/09 die „Kant-Akademie“ übernommen. Der Name der Schule wurde in „Emil Molt Akademie“ geändert. An dieser Fachoberschule für Sozialwesen sind verschiedene Schulabschlüsse möglich. Es werden dort eine einjährige kaufmännische Berufsfachschule, die Berufsausbildung Kaufmännische Assistenten mit der Fachrichtung Informationsverarbeitung bzw. Fachrichtung Fremdsprachen (Eine Zusatzqualifikation zur Europasekretärin ist möglich) sowie die Fachoberschule in den Fachbereichen Wirtschaft und Verwaltung sowie Gesundheit und Soziales – Sozialpädagogik im einjährigen und zweijährigen Bildungsgang angeboten.
Die Schule verfügt über einen Schulgarten, der sich nördlich der Teltow-Werft am Landschaftsschutzgebiet Buschgraben in der Nähe des Teltowkanals befindet.

## Kindergarten
Der Emil-Molt-Kindergarten umfasst zwei altersgemischte Gruppen zu je 20 Kindern im Alter zwischen drei Jahren bis zum Beginn der Schulpflicht. Außerdem beschäftigt der Kindergarten eine Eurythmistin, die einmal in der Woche mit den Kindern arbeitet.
Die Räumlichkeiten befinden sich in einer Villa. Es ist Halb-, Teilzeit- oder Ganztagsbetreuung möglich. Mit den Kindern werden ein  Frühstück und ebenfalls Mittagessen und eine Vesper zubereitet.

## Bekannte Schüler und Absolventen
- Anja Stadlober (* 1984), Schauspielerin und Synchronsprecherin
- Robert Stadlober (* 1982), Schauspieler, Musiker und Sänger
- Ben (* 1981), Popsänger, Fernsehmoderator und Schauspieler
- Oona Devi Liebich (* 1984), Schauspielerin
- Evelyn Hecht-Galinski (* 1949), Publizistin
- Marie Hacke (* 1989), Schauspielerin